# Брдце (Храстник)
Брдце (словен. Brdce) је насељено место у општини Храстник, Засавска регија, Словенија.

## Историја
До територијалне реорганизације у Словенији биле су у саставу старе општине Храстник.

## Становништво
У попису становништва из 2011. године, Брдце су имале 310 становника.
| Број становника према пописима | Број становника према пописима | Број становника према пописима |
| ------------------------------ | ------------------------------ | ------------------------------ |
| 1991                           | 2002                           | 2011                           |
| 258                            | 281                            | 310                            |